# Salzgitter AG

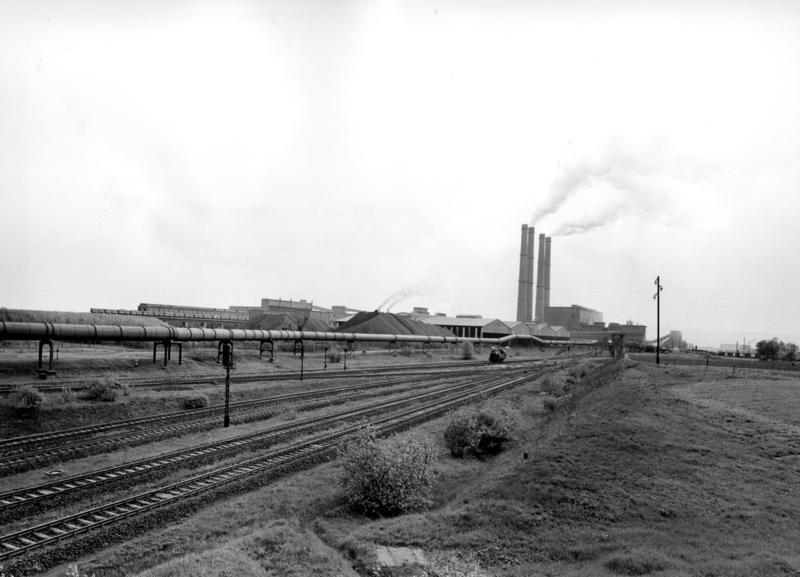
Fábrica de Salzgitter en 1961.

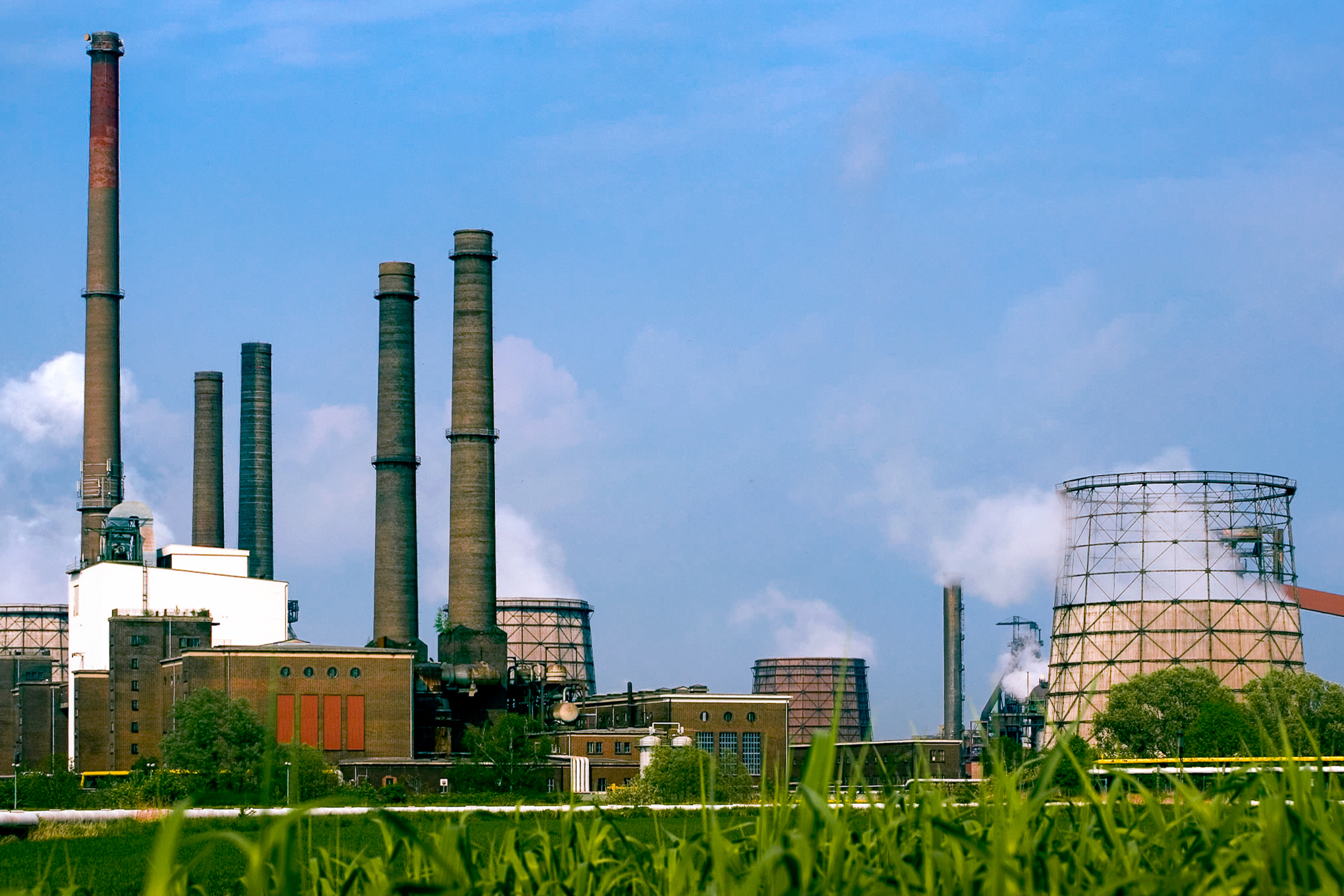
Fábrica de Salzgitter en 2006.

Salzgitter AG o Salzgitter Gruppe es un conglomerado industrial alemán dedicado a la siderurgia con sede en la ciudad homónima. Salzgitter AG agrupa a más de cien filiales como la siderúrgica Peiner Träger GmbH o la productora de pletinas de acero Salzgitter Flachstahl. Su producción de hierro la convierten en una de las cincuenta empresas siderúrgicas más importantes en Europa. Desde diciembre de 2008, la compañía forma parte de las treinta empresas componentes del índice bursátil DAX.

## Historia
La fundación de la forja Ilseder Hütte en la ciudad de Peine en 1858 constituye el origen de la actual empresa Salzgitter AG. Las funciones de Salzgitter AG, así como el nombre de esta empresa tienen su origen en la época del Tercer Reich. En este período fue una filial del complejo industrial más grande de la Alemania nazi, el consorcio Reichswerke Hermann Göring. En la posguerra, Salzgitter AG se convirtió en una empresa estatal dedicada a otras actividades diferentes de la siderurgia como la minería, la construcción naval y la producción de materiales de construcción. 
En 1962, Salzgitter AG empleó a un total de 81.000 empleados y alcanzó un ingreso anual récord de 2300 millones de marcos. En 1970, Salzgitter AG, que en ese momento era estatal e Ilseder Hütte fueron fusionadas en la compañía Stahlwerke Peine-Salzgitter AG. En 1995, la producción de las fábricas de Ilseder Hütte cesaron.
La Stahlwerke Peine-Salzgitter AG dejó de ser una empresa pública en 1989 cuando fue adquirida por el consorcio Preussag AG, que desempeñaba en ese entonces diversas sectores incluyendo la producción de hierro. La división corporativa dedicado al sector ya mencionado se llamó Preussag Stahl AG. Sin embargo, las filiales de Preussag AG que resultaron menos rentables fueron vendidas en los siguientes años, pero Preussag Stahl AG se separó de Preussag a principios de 1998 y cambió su nombre a Salzgitter AG. El 2 de junio del mismo año, Salzgitter AG como una empresa siderúrgica independiente invirtió un 60,2% de su capital en la Bolsa de Fráncfort.
A principios de 1999, Salzgitter AG negoció una posible adquisición del grupo siderúrgico luxemburgués Arbed.
El 8 de marzo de 2007, la empresa anunció la adquisición del 78% de las acciones del consorcio industrial Klöckner Werke con la intención de reducir su dependencia del sector del acero.
En la Hannover Messe 2018, Salzgitter fue la primera empresa siderúrgica en presentar un proceso para la producción de acero con emisiones neutras en CO2: SALCOS - Salzgitter Low COCO2 Steelmaking. En el proceso, se utilizará hidrógeno “verde” en lugar de carbón para reducir el mineral de hierro. Salzgitter AG tenía previsto que todo el recinto fuera neutral en emisiones de CO2 de aquí a 2033.
En noviembre de 2020, Salzgitter anunció que en la planta de Peine se había producido el primer planchón de acero “verde”. Se trata de acero reciclado procedente de chatarra procesada en la acería eléctrica de Peine. Se dice que la huella de CO2 de estos productos es un 75% menor que la de la producción convencional. A largo plazo, el grupo planea pasar a la reducción directa basada en hidrógeno.

## Distribución del capital
En octubre de 2008, el porcentaje de las acciones de Salzgitter AG estaba distribuido de la siguiente manera:
- La accionista Hannoversche Beteiligungsgesellschaft mbH: 26,48%
- El fondo de inversión libre de Reino Unido Children's Investment Fund Management: 3,03%
- Capital flotante: 60,79%
- Otros activos: 9,7%